# Парламентські вибори в Молдові 2019
 Парламентські вибори були проведені у Молдові 24 лютого 2019 року для обрання 101 членів Парламента Молдови. Конституція вимагає, щоб вибори відбувались не пізніше ніж 4 роки і 3 місяця після інаугурації попереднього парламенту.
Вибори пройшли за системою паралельного голосування, замінивши пропорційну систему закритого списку, що застосовувалася в Молдові на всіх попередніх парламентських виборах після здобуття незалежності. Період передвиборної агітації розпочався у листопаді 2018 року і тривав до дня виборів.
До парламенту обрано кандидатів з чотирьох партій: Партія соціалістів Республіки Молдова, Демократична партія Молдови, Вибочий блок ACUM (ППГП і ПДС) та Партія «Шор». Партії комуністів не вдалося отримати жодних місць вперше після здобуття незалежності.
Результати були підтверджені 9 березня 2019 р. Конституційним судом Молдови.
Оскільки жодна партія не змогла забезпечити більшість, нові вибори відбудуться, якщо правляча коаліція не буде зібрана протягом 45 днів після виборів.

## Виборча система
101 місце в  парламенті було обрано з використанням паралельного голосування — системи, введеної в 2017 році; 50 депутатів були обрані пропорційним представництвом в єдиному загальнонаціональному окрузі, а інші 51 обрані з одномандатних виборчих округів.
Для загальнонаціонального округу виборчий поріг змінюється залежно від типу списку; для окремих партій або організацій — 6 %; для альянсів двох партій це було 9 %, а для альянсів трьох і більше партій — 11 %. Для незалежних кандидатів поріг склав 2 %. Явка повинна бути не менше 33 % для підтвердження результатів. Ще досі існують розбіжності з приводу нової виборчої системи, але в організації референдуму, ініційованого опозицією проти нової виборчої системи, було відмовлено.

## Результати
| 313.984x313.984px                                          |                                                       |                     |                     |                     |                     |                     |                     |              |       |
| Партія/блок                                                | Партія/блок                                           | Національний список | Національний список | Національний список | Одномандатний округ | Одномандатний округ | Одномандатний округ | Усього місць | +/–   |
| Партія/блок                                                | Партія/блок                                           | Голосів             | %                   | Місць               | Голосів             | %                   | Місць               | Усього місць | +/–   |
|                                                            | Партія соціалістів                                    | 441 191             | 31,15               | 18                  |                     |                     | 17                  | 35           | +10   |
|                                                            | Виборчий блок «ACUM Platforma DA și PAS» (ППГП і ПДС) | 380 181             | 26,84               | 14                  |                     |                     | 12                  | 26           | Новий |
|                                                            | Демократична партія                                   | 334 539             | 23,62               | 13                  |                     |                     | 17                  | 30           | +11   |
|                                                            | Партія «Шор»                                          | 117 779             | 8,32                | 5                   |                     |                     | 2                   | 7            | Нова  |
|                                                            | Партія комуністів                                     | 53 175              | 3,75                | 0                   |                     |                     | 0                   | 0            | –21   |
|                                                            | Наша партія                                           | 41 769              | 2,95                | 0                   |                     |                     | 0                   | 0            | Нова  |
|                                                            | Ліберальна партія                                     | 17 741              | 1,25                | 0                   |                     |                     | 0                   | 0            | –13   |
|                                                            | Народний рух «Антимафія»                              | 8 633               | 0,61                | 0                   | –                   | –                   | –                   | 0            | 0     |
|                                                            | Демократія дома                                       | 4 463               | 0,32                | 0                   |                     |                     | 0                   | 0            | 0     |
|                                                            | Партія регіонів                                       | 3 645               | 0,26                | 0                   | –                   | –                   | –                   | 0            | Нова  |
|                                                            | Національно-ліберальна партія                         | 3 430               | 0,24                | 0                   |                     |                     | 0                   | 0            | 0     |
|                                                            | Зелена екологічна партія                              | 3 249               | 0,23                | 0                   |                     |                     | 0                   | 0            | 0     |
|                                                            | Рух професіоналів «Speranta-Надія»                    | 2 826               | 0,20                | 0                   |                     |                     | 0                   | 0            | Нова  |
|                                                            | Воля народу                                           | 2 705               | 0,19                | 0                   | –                   | –                   | –                   | 0            | Нова  |
|                                                            | Політична партія «Patria»                             | 1 033               | 0,07                | 0                   | –                   | –                   | –                   | 0            | Нова  |
|                                                            | Незалежні                                             | –                   | –                   | –                   |                     |                     | 3                   | 3            | +3    |
| Недійсних голосів                                          | Недійсних голосів                                     | 40 861              | –                   | –                   |                     | –                   | –                   | –            | –     |
| УСЬОГО                                                     | УСЬОГО                                                | 1 457 220           | 100                 | 50                  |                     | 100                 | 51                  | 101          | 0     |
| Зареєстровані виборці/Явка                                 | Зареєстровані виборці/Явка                            | 2 959 143           | 49,24               | –                   |                     |                     | –                   | –            | –     |
| Джерело: CEC [Архівовано 13 липня 2019 у Wayback Machine.] |                                                       |                     |                     |                     |                     |                     |                     |              |       |